# Thurmont
Thurmont est une ville des États-Unis du nord du comté de Frederick, dans l'État du Maryland. 
Elle est située dans les monts Catoctin, un des massifs des Appalaches, à 5,3 km à l'est de Camp David, le lieu de villégiature officiel du président des États-Unis.